# Landgoed Bokhorst
Landgoed Bokhorst ligt tussen Nijkerk en Putten in de Nederlandse provincie Gelderland.
Het landgoed van 80 hectare ligt ten noordoosten van Nijkerk aan de Nijkerkerstraat.
Een boerderij met de naam Bokhorst wordt al in 806 genoemd. De nederzetting lag niet ver van het Flevomeer landinwaarts op hoger gelegen zandgrond. Bokhorst behoorde in de Middeleeuwen tot de kring van de ambtsjonkers van Putten.

## Landschap
Het landgoed is particulier bezit en ligt in een kleinschalig dekzandlandschap met landgoederen. Van oost naar west verbindt het gebied het open landschap van Polder Arkemheen met de bosrijke Veluwe. De naam zou een verwijzing kunnen zijn naar 'beuken op hooggelegen grond'. Anders dan het nabijgelegen landgoed Oldenaller en Salentein heeft Bokhorst weinig boseenheden. Het enige bos van betekenis ligt in het gedeelte ten zuiden van de spoorlijn. Het landgoed bestaat uit cultuurgrond, met houtwallen, singels en kleine bosjes. 
Doordat Bokhorst wordt doorsneden door de provinciale weg van Nijkerk naar Putten (N978) en door de spoorlijn van Amersfoort naar Zwolle valt het landgoed uiteen in drie delen: het deel ten zuiden van de spoorlijn (12,4 ha), het deel tussen de spoorlijn en de N978 (18,4ha) en het deel ten noorden van de N978 (44,2ha)

## Golfbaan
Het landgoed werd eeuwenlang in stand gehouden met de opbrengsten van houtproductie, jacht en landbouw. In 2010 werd  Dutch Golf Bokhorst van 20 hectare aangelegd om de toegenomen kosten voor het instandhouden van het landgoed te dekken. Aan de westzijde van de golfbaan werd nieuwe natuur ontwikkeld. Naast bosaanplant en de aanleg van een poel zijn er twee plekken op het golfterrein waar kwelwater van de Veluwe omhoog komt. 

## Gemeentelijke monumenten
Het noordelijke deel van het landgoed wordt ruwweg begrensd door de Vleessteeg, de Schremmersteeg en de Diermenseweg. Op dit deel van het landgoed staan aan aan de Nijkerkerstraat drie boerderijen met de status van gemeentelijk monument:
- De Grootte Veen, uit 1756 (nr. 70)
- De Grote Tuk, uit 1888 (nr. 74)
- Groot Bokhorst, vergroot in 1796 (nr. 76)